# Arundinaria kongosanensis
Arundinaria kongosanensis är en gräsart som beskrevs av Tomitaro Makino. Arundinaria kongosanensis ingår i släktet Arundinaria och familjen gräs. Inga underarter finns listade i Catalogue of Life.